# Arctostaphylos obispoensis
Arctostaphylos obispoensis är en ljungväxtart som beskrevs av Alice Eastwood. Arctostaphylos obispoensis ingår i släktet mjölonsläktet, och familjen ljungväxter. Inga underarter finns listade i Catalogue of Life.